# إيمي ألبوس
إيمي ألبوس (بالألمانية: Emmy Albus) هي عداءة مسافات قصيرة ألمانية ولدت في يوم 13 ديسمبر 1911 في فوبرتال في ألمانيا. أبرز إنجازاتها هو فوزها بالميدالية الذهبية في بطولة أوروبا لألعاب القوى 1938 في فيينا. توفيت في يون 20 سبتمبر 1995.